# 吴光镭
吴光镭（1955年—），男，汉族，四川射洪人，中华人民共和国政治人物，中国共产党党员。中央党校经济管理专业毕业，曾任中共宜宾市委副书记、市长，第十一届全国人民代表大会四川地区代表。

## 生平
2008年当选为第十一届全国人大代表。